# Брылевский сельсовет (Могилёвский район)
Брыле́вский сельсовет (бел. Брылеўскі сельсавет) — упразднённый сельсовет на территории Могилёвского района Могилёвской области Республики Беларусь с административным центром в деревне Брыли.

## История
Брылевский сельсовет упразднён решением Могилёвского областного Совета депутатов от 23 декабря 2009 года № 17-16. Населённые пункты Брыли, Зыли, Каменка, Качурино, Константиновка, Малеевка отнесены к Кадинскому сельсовету; Зарудеевка, Макаренцы, Мишковка, Мошенаки — к Мостокскому сельсовету.

## Состав
Включал 10 населённых пунктов:
- Брыли — деревня.
- Зарудеевка — деревня.
- Зыли — деревня.
- Каменка — деревня.
- Качурино — деревня.
- Константиновка — деревня.
- Макаренцы — деревня.
- Малеевка — деревня.
- Мишковка — деревня.
- Мошенаки — деревня.